# 樋口角兵衛
樋口 角兵衛（ひぐち かくべえ、生年不詳 - 承応4年（1655年）3月）は、安土桃山時代 - 江戸時代初期の真田家臣、松城(松代)藩士。寛永十年分限帳によると、200石を領した。「角兵衛」は仮名で、実名は不詳。渡辺（とへん）、四角兵衛とも称した。法名は浄道。男性。池波正太郎の歴史小説『真田太平記』で大きく扱われたことで有名になった。テレビドラマ版の俳優は榎木孝明。

## 経歴
河原綱徳『本藩名士小伝』は、樋口下総守の三男という説を載せるが、「樋口下総守」に該当する人物は不明。母は真田昌幸の正室山手殿の妹という。
初め武田勝頼に仕え、主家滅亡後、真田昌幸に仕えた。荒っぽくわがまま者で、人に疎まれていたが、力が強く剣鎗の達人であったため昌幸はいざという時に役立つと判断し、相応の知行を与え、次男の真田信繁の側近に付けさせた。
信繁が舅の大谷吉継より来国俊の太刀を贈られた時のことである。信繁が近臣を集め見せびらかすと、角兵衛は太刀を欲しがった。信繁は怒り、黙ってその場を立ち去った。しかし角兵衛は諦めず、太刀を賭けた双六勝負に持ち込むことに成功した。角兵衛はイカサマで三連勝してみせ、イカサマを咎める信繁に「何とおっしゃられようとも勝ちです」と居直り、とうとう太刀をせしめて逐電してしまった。信繁は太刀を取られたことを知ると、成敗すべきか昌幸に相談した。昌幸、「賭け事というのは偽りで人を出し抜き勝つのが本道だ。その程度のことも知らないお前ではないから、刀惜しさに迷いが生まれたのだろう。早く呼び戻して元通りに目を掛けてやれ。その刀をお前が持つより、角兵衛に差させた方がひときわ役に立つだろう」。そこで信繁は、急ぎ角兵衛を呼び戻し、元通り召し使った。
関ヶ原の戦い後、昌幸・信繁が九度山に流されると、少し遅れて角兵衛も九度山に従った。ある時、信繁が角兵衛だけを連れて、ひそかに京都見物をした。四条河原で勧進相撲が行われており、亀の甲という力士が打かけで栗の木を倒すパフォーマンスを見せていた。信繁が感心してみていると、角兵衛は無理矢理亀の甲に勝負を挑んだが、やはり打かけで仕留められ、脛の骨を折られてしまった。負けを認めない角兵衛に亀の甲はそれ以上は逆らわず、骨接ぎの手当をしてやった。
大坂の陣にも信繁に従って参戦した。慶長20年（1615年）、信繁が戦死すると、後追いを禁じられていたので、そのまま戦場を脱出した。
角兵衛は上田へ逃げ戻った。真田信之（信繁の兄）は200石で召し出そうとしたが、条件が気に食わずそのまま尾張に出奔した。そこで尾張藩に仕えたが、双六の賭で同僚と喧嘩し、6人を斬り殺してまたも出奔した。
行き所のなくなった角兵衛は、老母を頼った。母は50石の知行があった。翌年、母が死去すると、代官の報告で立ち退きを迫られた。角兵衛は「親の後は子が相続するのが天下の大法」と主張して居座り、役人も角兵衛を恐れて敢えて手出しできなかった。元和8年（1622年）、信之は松城へ国替えとなり、上田へは仙石忠政が代わりに入った。角兵衛のわがままに悩まされていた領民は、さっそく忠政に角兵衛の行状を訴えようとしたので、角兵衛は諦めて松城に逃れた。
親しい知人もいなかった角兵衛は、家老の矢沢頼幸、小山田茂誠、出浦昌相、大熊秀行らの家に押しかけて、再仕官を願った。彼らは信之に再仕官の件を取り次いだが、相手にされなかった。食事にも事欠くようになった角兵衛は、一日に二度三度、家老の家に出入りするようになった。外出もままならなくなった家老達は根負けし、改めて信之に再仕官を進言し、信之も折れた。知行は、当初の誘い通りの200石とし、角兵衛も今度は逆らわなかった。
再仕官後、小山田茂誠の家に出入りして、武辺話をするようになった。ある時、茂誠の老眼に、健康な人の新鮮な目玉が効き目があるという話を聞かされた。話を聞いた角兵衛と木村帯刀は、近江国から来ていた舞々（幸若舞の太夫）に目を付けた。二人は共謀して舞々を襲い、左目をくりぬいて茂誠に届けた。本当に人の目を持ってくるとは思わなかった茂誠は軽口を後悔し、舞々の一行に口止め料として15両を払った。舞々の一行は不服だったが、角兵衛らは「狂人同様」だから、後難を恐れて殺しに来るかも知れないという茂誠の脅しに屈し、金を受け取って逃げ帰った。
承応4年（1655年）3月、死去した。墓は蓮乗寺にある。
現在の長野市松代町には、角兵衛の事跡の言い伝えがある樋口家が現存する。明和2年（1765年）、6代目の樋口角兵衛邦蕃の時に作られた家屋が、「旧樋口家住宅」として保存されている。

## 『真田太平記』での設定
真田信幸（信之）・幸村の従弟。実名は正輝、母は久野という名前になっている。久野と武田家の家臣、樋口下総守の間に生まれたと思っていたが実の父は昌幸であると耳にしたため以後屈折した人生を送る。真田家にあって武勇に優れ、戦において活躍する一方で徳川方の甲賀山中忍びにも通じており、しばしば出奔を繰り返した。人間離れした剛力と圧倒的な戦闘能力を誇る一方、人情味溢れる描写があったかと思えば村の女を無差別に襲って強姦したり、さらには願いが通らないと見れば主人の昌幸に本気で刃を向けるなど、何を考えているのか分からない狂気を孕んだキャラクター性が登場人物の中で一際目立つ、本作のトリックスターとして描かれている。なお、原作とドラマで最期が異なる。
新潮文庫『あばれ狼』収録の短編作品「角兵衛狂乱図」では、主役として登場する。

## 『真田太平記』での生涯
初陣では信幸の命に背き突進するも、その武勇で信幸の命を救う。しかし、山手殿と久野の会話で昌幸の側室・お徳が身ごもったことから信幸の肩身が狭くなると思い、真田庄のお徳を襲うが信幸から連絡を受けた幸村に阻止され、砥石城の岩牢に入れられる。そこで久野から信幸、幸村と同じ昌幸の子であることを告げられ、腹痛を装い脱走する。探索に出かけた草の者（忍び）を殺害し、同じく探索に出かけた幸村を襲うが、お江により阻止される。
第1次上田城の戦いの前に、真田家の危機と知り帰参する。しかし、久々に上田に戻った幸村に酒を飲んで絡み、豊臣秀吉から拝領の刀を所望する。北条攻めの時は幸村の命により危機に陥った信幸を救出する。朝鮮出兵の時は肥前名護屋に出陣を命じられた真田家であるが、角兵衛は留守居を命じられる。それでも参陣したいという気持ちを抑えきれずに名護屋の真田家の陣所に駆けつけるが、昌幸、信幸らに叱責される。ふて腐れているところを、甲賀山中忍びの杉坂重五郎に誘われ、元締めの山中大和守に対面、山中忍びの者と共に真田庄に戻る。その後、真田の草の者の頭領・壺谷又五郎の進言により沼田の真田分家に預けられることになる。しかし、鈴木右近が「（真田）本家に角兵衛が情報を知らせているのではないか」と信幸と話をしているのを聞き右近を襲撃するが、逆に顔に傷を負う。
関ヶ原の戦いでは、真田本家と共に上田城の戦いに参戦する。その後信幸を討ちに砥石城に向かうが信幸に取り押さえられ説教される。戦後は信之に仕えるよう勧める昌幸に高野山へ連れて行ってくれるよう頼み、九度山へ同道する。しかし、そこでは鬱屈した生活を送り、昌幸が倒れた時幸村に叱責されたため九度山を出奔し、家康上洛の警護のために設けられた重五郎の忍び小屋に赴く。そこで山中忍びと奥村弥五兵衛、お江の戦いに遭遇、弥五兵衛の今わの際にも居合わす。その後上田の信之の下に姿を現し、再度信之に仕えたい旨を告げ、信之から50石で仕えるようにと言われる。だが山中忍びに通じており、威光寺の慈海から再び九度山に行き幸村を監視し、いざとなれば討ち取るよう唆される。幸村は角兵衛の不審な動きをお江の報により知っていたが角兵衛の願いにより再び仕えることを許す。その後も山中忍びの小弥太を通じて幸村入城の報を知らせるも、草の者の向井佐助により阻止される。そしていざ大坂入城の際には酒に眠り薬を仕込まれ、その隙に幸村達が九度山を退去するのを許してしまう。その後、慈海の勧めもあり大坂の幸村の元を訪れる。角兵衛は幸村から再度参陣を許され、真田丸での戦いでも活躍する。夏の陣の前には信之の元に帰るよう言われるが、共に戦うことを誓う。戦いのさなか幸村は自害したが自身は慈海と伴長信に助けられる。
慈海らの口利きにより尾張徳川家に仕えるが、人を斬り出奔、上田城にいる母・久野の元に戻る。病床の母・久野から、実の父は昌幸でも樋口下総守でもなく武田家の若侍・小畑亀之助であることを聞かされた後その最期を看取った。家老の小山田壱岐守が眼病を患った際には唯一残っていた左目を献上しようとし、小山田の家老に取り押さえられる際にはかつての狂気の姿を見せたが、その後おとなしくなり信之の命により妻をめとり一子角太郎を儲け、真田家では150石を与えられ平穏な日々を送った後病死する。
ドラマと角兵衛狂乱図では、久野の元に戻ってからの展開が異なる。矢沢頼康から真田家取り潰しのために自分を尾張徳川家に仕えさせ、頃合いを見て刃傷沙汰を起こさせて上田に戻らせたことを聞かされる。母から原作のとおり出生の秘密を聞かされた後全てを悟り、自分の所行が真田家に迷惑をかけ続けてきたことを顧みて恥じた角兵衛は、自らの自害が最初で最後の奉公であると信之に遺書を残して自害した。久野は角兵衛の死に衝撃を受け、そのまま息を引き取る。